# Újszentiván
Újszentiván est un village et une commune du comitat de Csongrád en Hongrie.

## Personnalités liées à la commune
- Ana Marija Basch (1893-1979), militante communiste, membre des Brigades internationales et résistante en Belgique durant la Seconde guerre mondiale, est née à Újszentiván.